# Lode Runner 3-D
Pour les articles homonymes, voir Lode Runner (homonymie).
Lode Runner 3-D est un jeu vidéo de plates-formes développé par Big Bang Software, sorti en 1999 sur Nintendo 64. Il fait partie de la série Lode Runner.

## Accueil
- Nintendo Power : 7,7/10[1]
- Official Nintendo Magazine : 54 %[2]
- Jeuxvideo.com : 14/20[3]